# الحرب النجدية الكويتية
الحرب النجدية الكويتية او الحرب الكويتية السعودية الثانية هي نزاع حدودي مسلح نشب بين إمارة الكويت وإمارة نجد سنة 1920 نتيجة الخلافات الحدودية بين الدولتين وذلك إثر زوال الدولة العثمانية وكأحد آثار الحرب العالمية الأولى، أدى الصراع المسلح بين الكويت والرياض إلى نشوب معارك بين الطرفين، انتهى النزاع بتوقع معاهدة العقير سنة 1922.

## الأحداث
تمكن أمير سلطنة نجد الجديد سنة 1913 من استعادة سنجق الأحساء من العثمانيين ليصبح جارًا لإمارة الكويت. ووفقا لمعاهدة الأنجلو-عثمانية فإن حدود الكويت تصل جنوبًا إلى منيفة بالقرب من النعيرية (حوالي 200 كم من مدينة الكويت)، ولكن إمارة نجد لم تعترف بالاتفاقية حيث أن ذلك السنجق قد ألحق بنجد. وقد حاول الأمير الشيخ سالم الصباح سنة 1919 بناء مدينة تجارية جنوب الكويت، مما سبب بأزمة دبلوماسية مع نجد، فتدخلت بريطانيا فمنعت الشيخ سالم من إتمام عمله.
وفي سنة 1920 شيّد الإخوان هجرة لهم في الصمان فأرسل سالم الصباح سرية نزلت في حمض شمال قرية العليا وكان الشيخ سالم في نيته أن تدخل السرية الرعب في قلوب الإخوان وبالتالي ثنيهم من مواصلة بناء الهجرة إلا أن المعركة نشبت بينهم مع الإخوان، حيث شارك 2,000 من الإخوان ضد 100 الخيالة الكويتية و 200 من المشاة. واستمرت المعركة غير المتكافئة لمدة ستة أيام وأسفرت عن خسائر فادحة لكلا الطرفين مع انتصار الإخوان وقاد ذلك إلى معركة الجهراء حول القصر الأحمر. حيث سار فيصل الدويش بقوة من 3 إلى 4 آلاف مقاتل مهاجما القصر الأحمر بالجهراء التي بها قوة من 1500 مقاتل. وتمكن من محاصرة القلعة وكادت أن تسقط لولا وصول تعزيزات كويتية من البحر وكذلك دعم الشيخ ضاري بن طوالة مع قبيلته شمر فتم مؤقتا صد الهجوم.
بدأت مفاوضات بين سالم والدويش، حيث طالب الدويش الكويتيين بأن يخضعوا لخمس شروط وهي: طرد الشيعة واعتماد عقيدة إخوان من طاع الله وتسمية الأتراك «بالزنادقة» وإلغاء التدخين والبغاء وتدمير المستشفى التبشيري الأمريكي، وإلا فإنه سيهاجم مرة أخرى، فأقنع تجار الكويت الشيخ سالم بطلب مساعدة القوات البريطانية، فاستعرض الإنجليز طائراتهم وسفنهم الحربية الثلاث مما أوقف محاولات الهجوم.

## ترسيم الحدود
في 2 ديسمبر 1922 وقعت معاهدة العقير التي تضمنت ترسيم حدود بين الكويت ونجد وكذلك أنشئت المنطقة المحايدة جنوب الكويت بمساحة 5770 كم2، وقع المعاهدة كل من عبد الله الدملوجي نائبًا عن السلطان عبد العزيز والرائد جون مور الوكيل السياسي البريطاني نائبًا عن الشيخ أحمد الجابر الصباح.